# Kanaren-Ampfer
Der Kanaren-Ampfer (Rumex lunaria, deutsch auch Mondampfer, kanarisch Vinagrera bzw. auf El Hierro Calcosa) ist eine Pflanzenart der Gattung Ampfer (Rumex) und gehört zur Familie der Knöterichgewächse (Polygonaceae).

## Beschreibung
Der immergrüne Strauch erreicht Wuchshöhen zwischen 100 und 300 Zentimetern. Die fleischigen, tiefgrünen Laubblätter sind gestielt und wechselständig angeordnet. Ihre Form ist breit eiförmig bis herzförmig, wobei sie oft breiter als lang sind. Der Blattrand ist ganzrandig.
Die Früchte werden 5 bis 9 Millimeter lang und haben rötlichbraune, rundliche Valven, die am Grund herzförmig sind. Sie haben nur eine Schwiele.
Blütezeit ist von Dezember bis Mai.
Die Chromosomenzahl beträgt 2n = 36.

## Vorkommen
Der Kanaren-Ampfer wächst endemisch auf den Kanarischen Inseln, in Italien kommt er stellenweise eingebürgert vor. Die Art bevorzugt als Standort Felsen und Geröll, aber auch Ruderalstellen.